# Зеленоградская (ТЕОС)
ТЕОС Зеленоградская — территориальная единица с особым статусом, существовавшая на территории Зеленоградского административного округа города Москвы.
При этом следует различать:
- собственно территориальную единицу, которая существовала в 1991-2002 годах, а затем была разделена между Панфиловским районом и районом Матушкино-Савёлки;
- особую экономическую зону «Зеленоград» (ТЕОС «ОЭЗ „Зеленоград“»), которая существовала в 1997-2006 годах (до 2002 года носила название Территориально-промышленная зона с особым статусом на базе предприятий электронной промышленности города Зеленограда) с целью поддержки электронной промышленности Зеленограда.

Фактически представляла собой промышленную зону Старого города и состояла из четырёх основных частей:
- Западной промзоны (ныне в составе района Силино),
- Северной промзона (ныне в составе района Матушкино),
- Восточной коммунальной зоны (ныне в составе района Савёлки),
- Южной промзоны (ныне в составе района Старое Крюково).